# Joseph-Wilbrod Dufour
Pour les personnes ayant le même patronyme, voir Dufour.
Joseph-Wilbrod Dufour (né le 23 septembre 1882 -  mort le 31 janvier 1960) est un prêtre catholique québécois.

## Biographie

### Origine et famille
Mgr Joseph-Wilbrod Dufour est né à Sainte-Alexis de Grande-Baie, le 23 septembre 1882. Il est le fils de Tite Dufour, cultivateur et de Philomène Tremblay .

### Études et nominations
Il fait ses études classiques au Séminaire de Chicoutimi (1898-1904) et sa formation en théologie au Grand Séminaire de Chicoutimi (1904-1908). Il est ordonné prêtre à la cathédrale de Chicoutimi le 17 mai 1908 par Mgr Michel-Thomas Labrecque, évêque du diocèse de Chicoutimi. Il poursuit ses études à Rome en philosophie et en théologie à l’Université de la Propagande et en droit canonique de l’Apollinaire. Il devient Docteur en théologie. Il sera ensuite stagiaire chez les Bénédictins de Solesmes en Angleterre où il se familiarise avec la méthode du chant grégorien. Au diocèse de Chicoutimi, il en est le principal promoteur et propagandiste. Il obtient une maîtrise ès art de l’Université Laval en 1920.

### Profession (Petit et Grand Séminaire, diocèse de Chicoutimi)

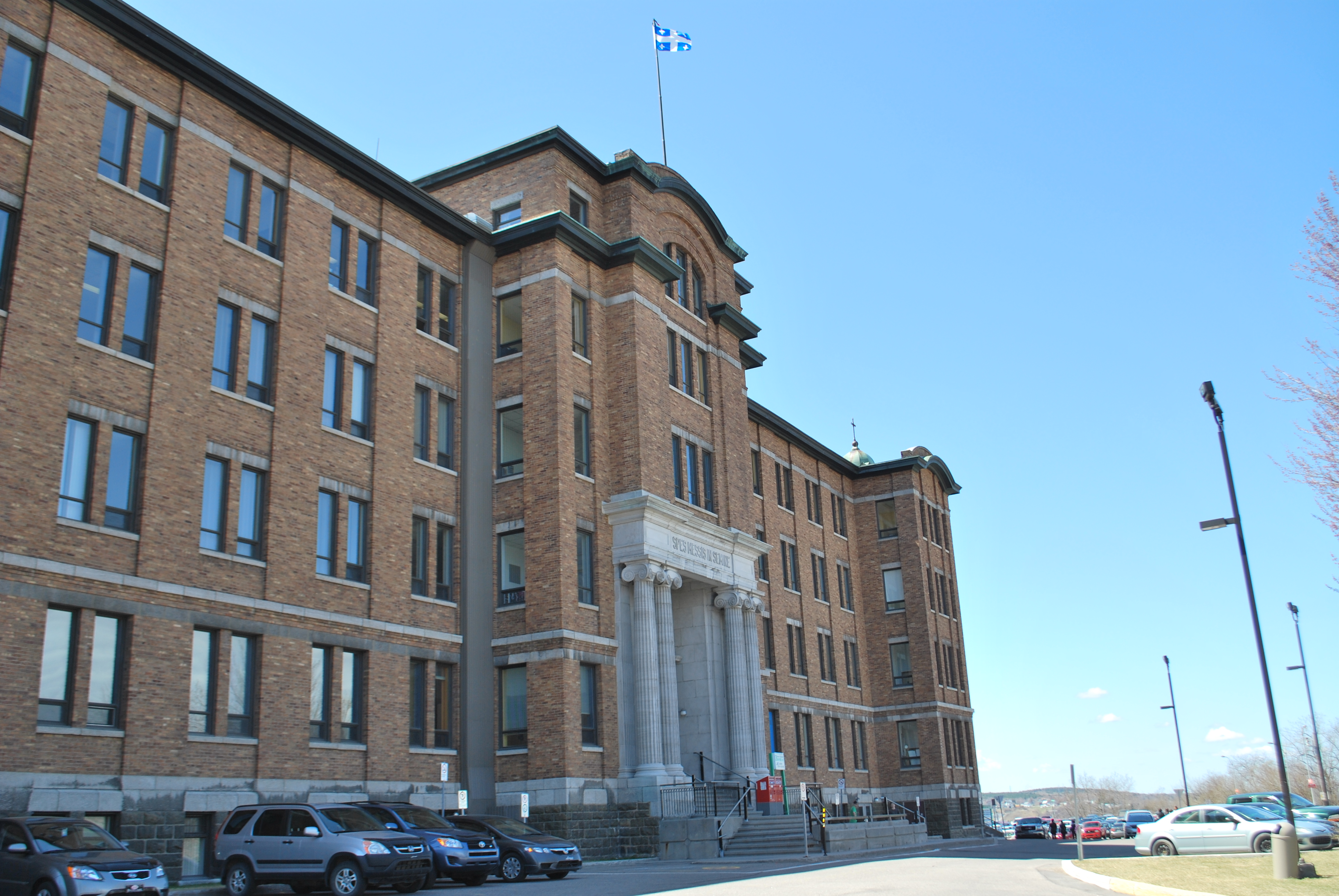
Ancien séminaire de Chicoutimi.

À l’évêché de Chicoutimi, il est secrétaire diocésain de 1911 à 1913.
Au Séminaire de Chicoutimi (1911 à 1959), il est professeur de chant grégorien, de philosophie, de religion, d’apologétique et d’histoire. Il est directeur de l'orchestre et metteur en scène du théâtre collégial. Au Grand Séminaire de Chicoutimi (1916 à 1954), il enseigne la théologie morale, la théologie dogmatique, la théologie ascétique et mystique, l’Écriture Sainte et le chant grégorien .

### Titres
Le 7 mas 1942, il est nommé chanoine titulaire du Chapitre de la Cathédrale de Chicoutimi et le 24 avril 1948, prélat domestique de Sa Sainteté Pie XII.

### Fin de sa vie
À partir de janvier 1959, Mgr Joseph-Wilbrod Dufour souffre de paralysie généralisée et est à l’Hôtel-Dieu Saint-Vallier de Chicoutimi. Il décède le 31 janvier 1960 et est inhumé dans le cimetière du Séminaire de Chicoutimi le 4 février 1960. Vers les années 1970, son corps a été déplacé au cimetière du Clergé diocésain de Chicoutimi où il est demeuré jusqu’au 25 octobre 2010. À la suite de la fermeture de ce cimetière, son corps a été transféré au mausolée Saint-François-Xavier de Chicoutimi.
L'auditorium Dufour, une salle de spectacle au Cégep de Chicoutimi, a été nommée en son honneur.

## Médiagraphie

### Sources archivistiques
- Archives du Séminaire de Chicoutimi, p. 01-Fonds d'archives Mgr Eugène Lapointe, entreposé à l'Évêché de Chicoutimi
- Archives de l'Évêché de Chicoutimi, série Prêtres décédés, dossier Dufour, Joseph-Wilbrod (1882-1960 ([19-]-1969)